# Bernard Allou
Bernard Allou (Cocody, 19 juni 1975) is een voormalig Ivoriaans voetballer die tevens een Frans paspoort bezit. Hij was een buitenspeler. 

## Clubcarrière
Bernard Allou speelde tussen 1994 en 2008 voor Paris Saint-Germain, Nagoya Grampus Eight, Nottingham Forest, Molenbeek, White Star Woluwe en Uccle Leo Forestoise.

## Erelijst
Paris Saint-Germain
- Coupe de France

1995
- Coupe de la Ligue

1995